# Cloud Nothings
Cloud Nothings is een uit Cleveland, Ohio afkomstige lo-fi indierockband. Cloud Nothings begon als solo-project in 2009, geïnitieerd door Dylan Baldi, toen student aan Case Western Reserve University. Uiteindelijk verliet Baldi de universiteit om zich volledig op een carrière in de muziekwereld te storten. Mede door deze beslissing werd Cloud Nothings van soloproject tot band omgevormd.
Dylan Baldi bracht al eerder muziek uit onder de naam Cat Killer. In 2009 bracht hij onder de naam Cloud Nothings zijn debuutalbum, Turn It On, uit. Dit album telde acht songs en werd in een beperkte oplage van 50 CD's en 100 cassettes uitgebracht. In 2010 werd dit album opnieuw uitgebracht door Carpark Records onder de naam Turning On. Het gelijknamige album Cloud Nothings werd in 2011 uitgebracht, in 2012 gevolgd door Attack On Memory, waarmee de band doorbrak.
In 2014 komt "Here and Nowhere Else" uit. 
Cloud Nothings bestaat momenteel uit Dylan Baldi, TJ Duke en Jayson Gerycz. Tot voor het maken van Here and Nowhere Else maakte ook Joe Boyer deel uit van de band.  

## Discografie

### Studioalbums
- Turning On - 12 oktober 2010 (Carpark Records)
- Cloud Nothings - 25 januari 2011 (Carpark Records)
- Attack On Memory - 24 januari 2012 (Carpark Records)
- "Here and Nowhere Else" - 2014 (Carpark)
- The Shadow I Remember - 26 februari 2021 (Carpark)

### Singles
- "Play Didn't You" - 2010 (Old Flame)
- "Leave You Forever" - 2010 (True Panther Sounds)
- "No Future/No Past" - 2012 (Carpark)